# Wulf Schiefenhövel
Wulf Schiefenhövel (nascido em 2 de outubro de 1943) é um antropólogo médico alemão. Ele está associado ao Instituto Max Planck de Ornitologia (o antigo Instituto Max Planck de Fisiologia Comportamental) desde 1975, e agora é o chefe do departamento de etologia humana.

## Obras
Schiefenhövel é autor de mais de 410 artigos. Ele também foi responsável por mais de 25 livros como autor ou editor. As suas principais áreas de investigação são a etologia humana, a antropologia das culturas na Papua e na Austronésia e a psiquiatria evolutiva. Entre outras coisas, Schiefenhövel publicou as seguintes publicações:
- G. Burenhult, P. Rowley-Conwy, W. Schiefenhövel, D. Hurst Thomas and J. P. White, Eds. (1993, 1994) The Illustrated History of Humankind. 5 Bände.
  - Vol. 1: The First Humans
  - Vol. 2: People of the Stone Age
  - Vol. 3: Old World Civilizations
  - Vol. 4: New World and Pacific Civilizations
  - Vol. 5: Traditional Peoples Today

- W. Schiefenhoevel, Ch. Vogel, G. Vollmer, U. Opolka: Der Mensch in seiner Welt
  - Vol. 1: Vom Affen zum Halbgott : der Weg des Menschen aus der Natur
  - Vol. 2: Zwischen Natur und Kultur : der Mensch in seinen Beziehungen
  - Vol. 3: Gemachte und gedachte Welten : der Mensch und seine Ideen